# Dios del viento y Dios del trueno
Dios del viento y Dios del trueno (風神雷神図 Fūjin Raijin-zu?) son una pareja de biombos del siglo XVII pintados por el artista japonés Tawaraya Sōtatsu. Representan a las deidades sintoístas Raijin (izquierda), dios de los truenos y las tormentas, y Fūjin (derecha), dios del viento. Ambas partes son Tesoros Nacionales de Japón.

## Contexto histórico y artístico
Tradicionalmente, ambos dioses se representaban como asistentes de Kannon. Por tanto, emplearlos como tema principal en una obra fue una idea novedosa en la época. Durante el tiempo que estuvo activo el autor, Japón se encontraba en una era de renacimiento clásico. Mientras el shogunato Tokugawa consolidaba el control, el emperador Go-mizunoo y otros promovían el resurgimiento de la cultura dinástica en Kioto.

## Influencias
Las representaciones de los dioses del viento y el trueno circularon en Asia un milenio antes de que fueran plasmadas por Sōtatsu. Sus atributos característicos, respectivamente una bolsa de viento y un taiko (tambor japonés), estaban ampliamente difundidos en el Japón del siglo XVII.

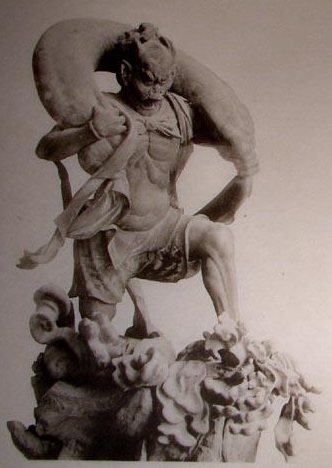
Estatua de Fūjin en el templo Sanjūsangen-dō

Dos esculturas de madera del período Kamakura (1185-1333) realizadas por Tankei, ubicadas en el complejo del templo Sanjūsangen-dō, probablemente eran accesibles para el autor, que trabajaba cerca. La figura de Raijin también aparece en pergaminos narrativos que describen la fundación del Santuario Kitano Tenman-gū en el norte de Kioto, que Sōtatsu también pudo haber conocido.

## Descripción
Aunque estos biombos no tienen inscripción ni sello, no hay duda de que son obra de Tawaraya Sōtatsu gracias a su reconocible estilo. De este modo, el tipo de dibujo lineal amplio, atrevido en ese momento, delata a su autor. El fondo de lámina de oro hace que las figuras pintadas destaquen y actúen como un elemento decorativo en sí mismo. El dorado también añade sensación de espacio y profundidad.
Ambas deidades parecen flotar en el aire, sensación atribuida a las nubes negras sobre las que se posan. Sōtatsu creó un brillo desigual y le dio a la tinta un tono más claro mezclándolo, probablemente, con pintura plateada. Destaca el uso de la técnica tarashikomi, usada por la escuela Rinpa, cofundada por el autor de la obra.

### Personajes
Raijin domina el extremo izquierdo de su biombo, mientras que Fūjin se encuentra en el lado derecho. Aunque se tratasen de dioses en forma de oni (demonio japonés), el autor los retrata de forma distendida pese a la rotundidad de sus posturas.

### Composición
Al colocar a ambos dioses en los extremos de los biombos el autor busca dar sensación de amplitud. Fūjin y Raijin no encajan completamente en el marco, extendiéndose más allá de la superficie. Esto refuerza la intención de crear un espacio superior a los márgenes.

## Influencia posterior

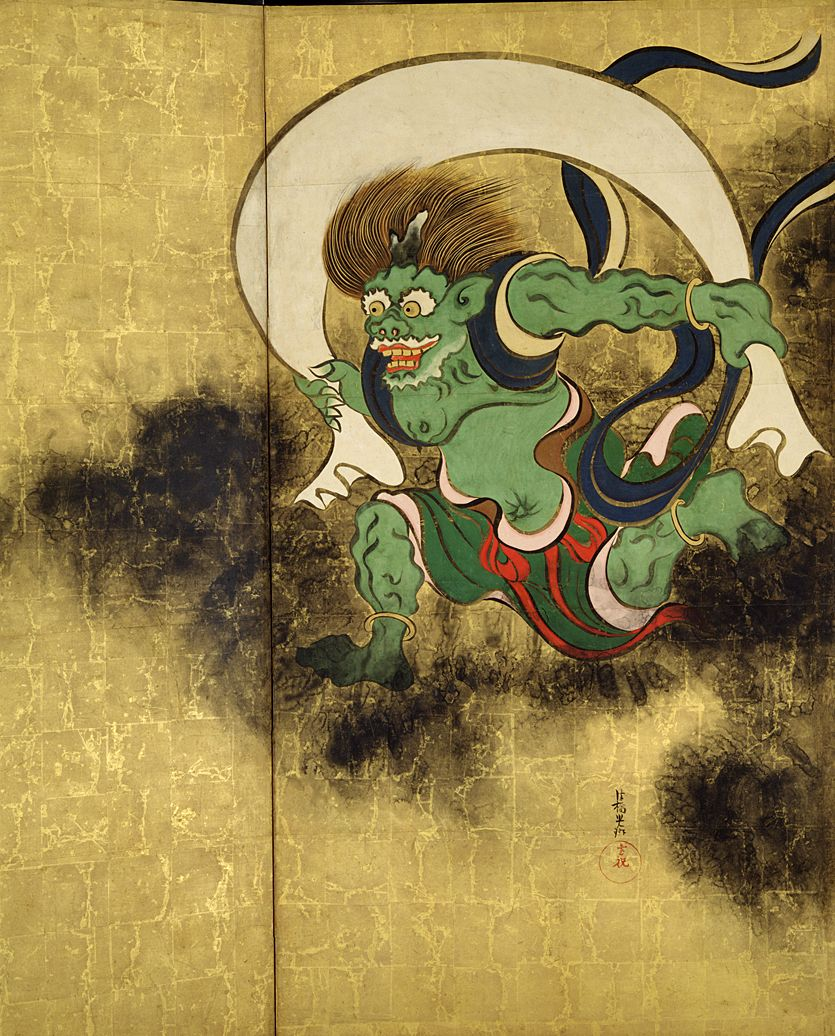
Versión de Ogata Kōrin, parte derecha del biombo

Es una obra particularmente prominente en la escuela Rinpa porque otras dos de sus figuras principales, Ogata Kōrin (1658-1716) y Sakai Hōitsu (1761-1828), replicaron la pintura en homenaje (véase la versión de Kōrin). Las tres versiones de la obra se exhibieron juntas por primera vez en setenta y cinco años en 2015, en la exposición del Museo Nacional de Kioto «Rinpa: La estética de la capital».